# Porta corta-fogo

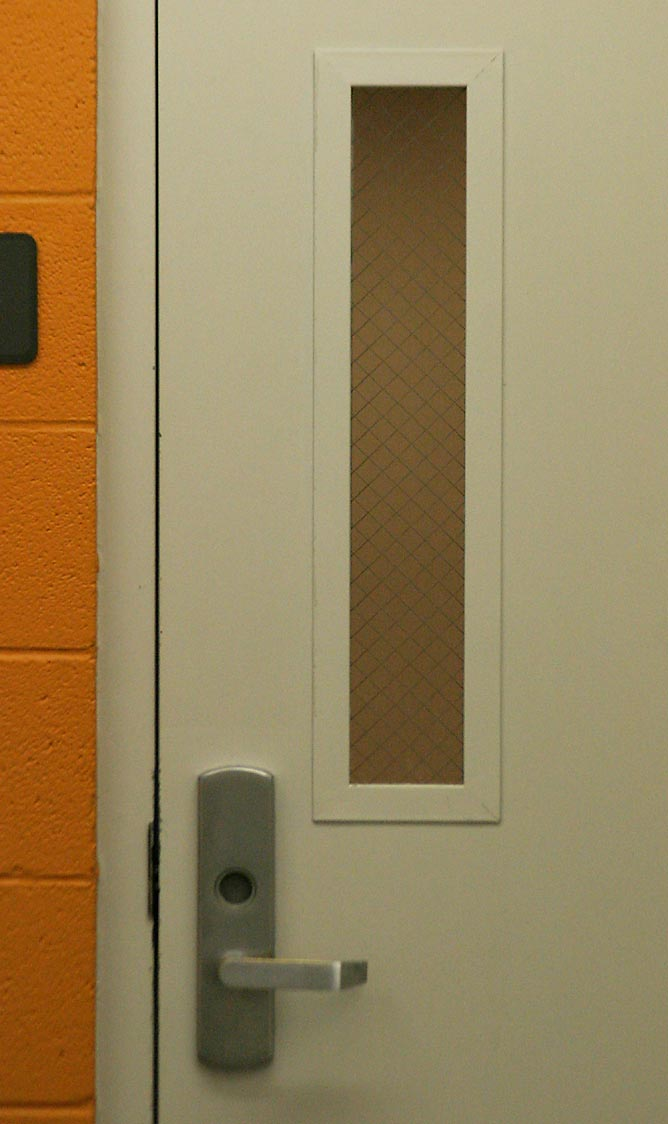
Porta com classificação de resistência ao fogo, com painel de vidro com malha de arame

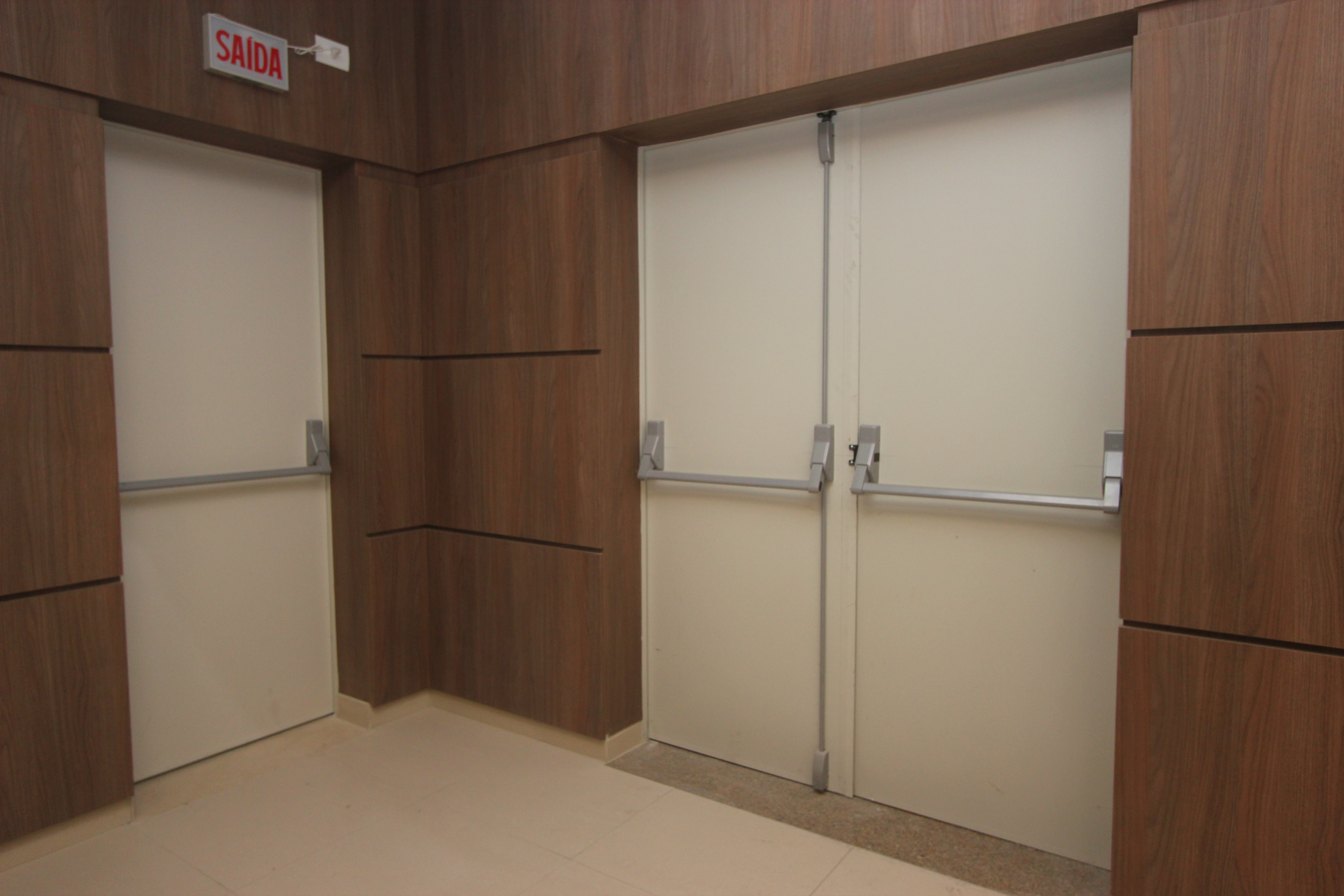
Porta corta fogo simples e dupla

Uma porta corta-fogo é uma porta com resistência ao fogo usada como parte de um sistema passivo de proteção contra incêndios para reduzir a propagação de fogo e fumaça entre compartimentos de uma estrutura e permitir a saída segura de uma estrutura, como shoppings centers, teatros e cinemas.
As portas corta-fogo podem ser feita em combinação de vários materiais, como aço, madeira, alumínio, fibra de lã, cerâmica e vidro. Já a ferragem da porta pode incluir dispositivos automáticos de fechamento, rolamento de esferas dobradiças ou um mecanismo de travamento. Algumas portas corta-fogo são equipadas com janelas resistentes ao fogo.

## Histórico

### No Brasil
No Brasil, a porta corta fogo começou a ser utilizada a partir da década de 70, quando se tornou obrigatório o uso de tais portas em edifícios com mais de quatro andares. Tal obrigatoriedade foi instituída após várias fatalidades que levaram várias pessoas a morrerem em prédios na cidade de São Paulo.
Por causa disso, introduziu-se um novo modelo de construção de edifícios, destacando-se escadas enclausuradas, recebendo a proteção de duas portas corta fogo e uma sala de antecâmara.

## Uso

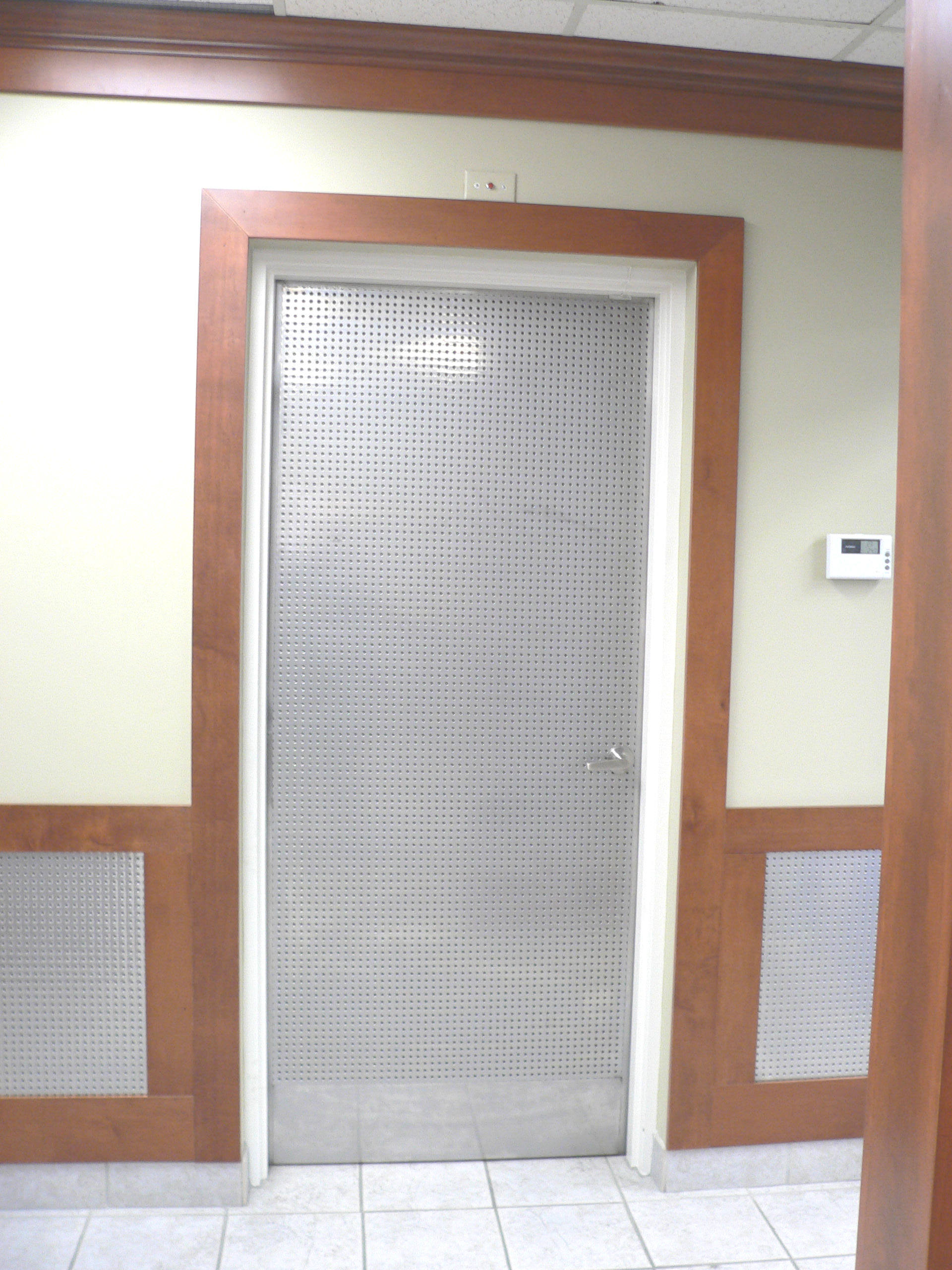
Porta corta-fogo de grau industrial classificado para curva de hidrocarbonetos e resistência à explosões

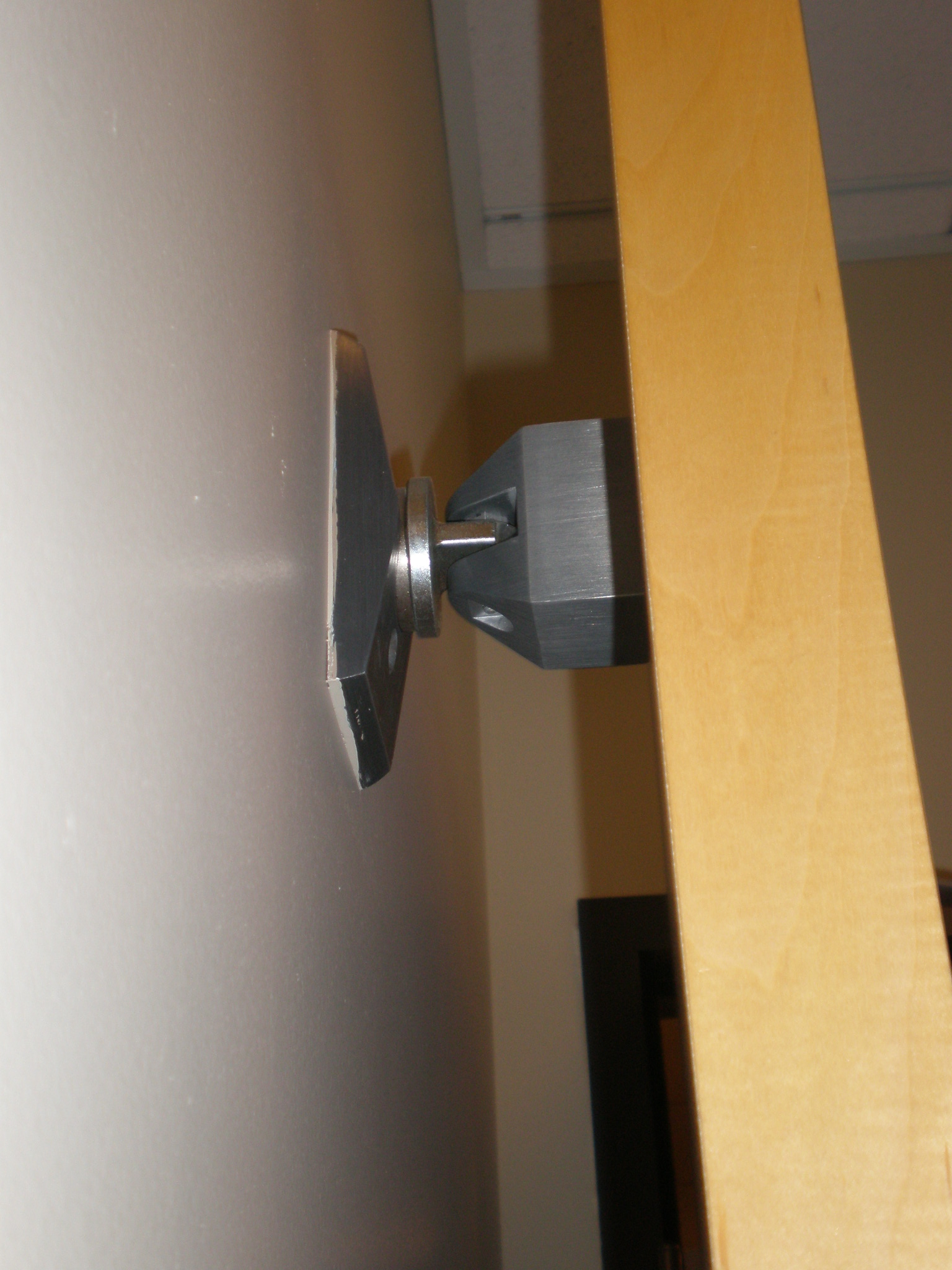
Porta corta-fogo mantida aberta por um suporte de porta eletromagnético

A maioria das portas corta-fogo é projetada para ser mantida fechada o tempo todo. Algumas portas são projetadas para permanecerem abertas em circunstâncias normais e fecharem automaticamente em caso de incêndio. Qualquer que seja o método utilizado, o movimento da porta nunca deve ser prejudicado por um batente ou outro obstáculo.  
Algumas portas corta-fogo são mantidas abertas por um suporte eletromagnético, que normalmente é conectado a um sistema de alarme de incêndio. Se a energia falhar ou o alarme de incêndio for ativado, a bobina é desenergizada e a porta se fecha. Internet e outras ferramentas podem ser usadas de forma segura e legal para manter portas corta fogo abertas. 
Os testes com portas corta Fogo também servem para classificar o tempo de resistência ao fogo. Há as que duram 30, 60, 90 e 120 minutos que são certificadas por um laboratório confiável, como o Instituto de Pesquisas Tecnológicas (IPT) em São Paulo, ou o Underwriters Laboratories, nos Estados Unidos.
Tal sistema de proteção é indicado para teatros, shoppings, cinemas e estruturas diversas, incluindo entradas de escritório, áreas de refúgio (bunkers), antecâmaras, separação de áreas de riscos industriais e comerciais, locais de acesso restrito, ou que se comunicam diretamente com rotas de fuga, acesso às passarelas e intercomunicações entre edifícios, acesso a recintos de medição, proteção e transformação de energia elétrica. Pode ser requerida em edifícios comerciais ou residenciais, casas, instalações industriais, marítimas, dentre outros projetos. É considerado um produto seguro, entretanto seu uso inadequado e se não passar por um teste de qualidade sua eficácia pode ser comprometida.

## Segurança

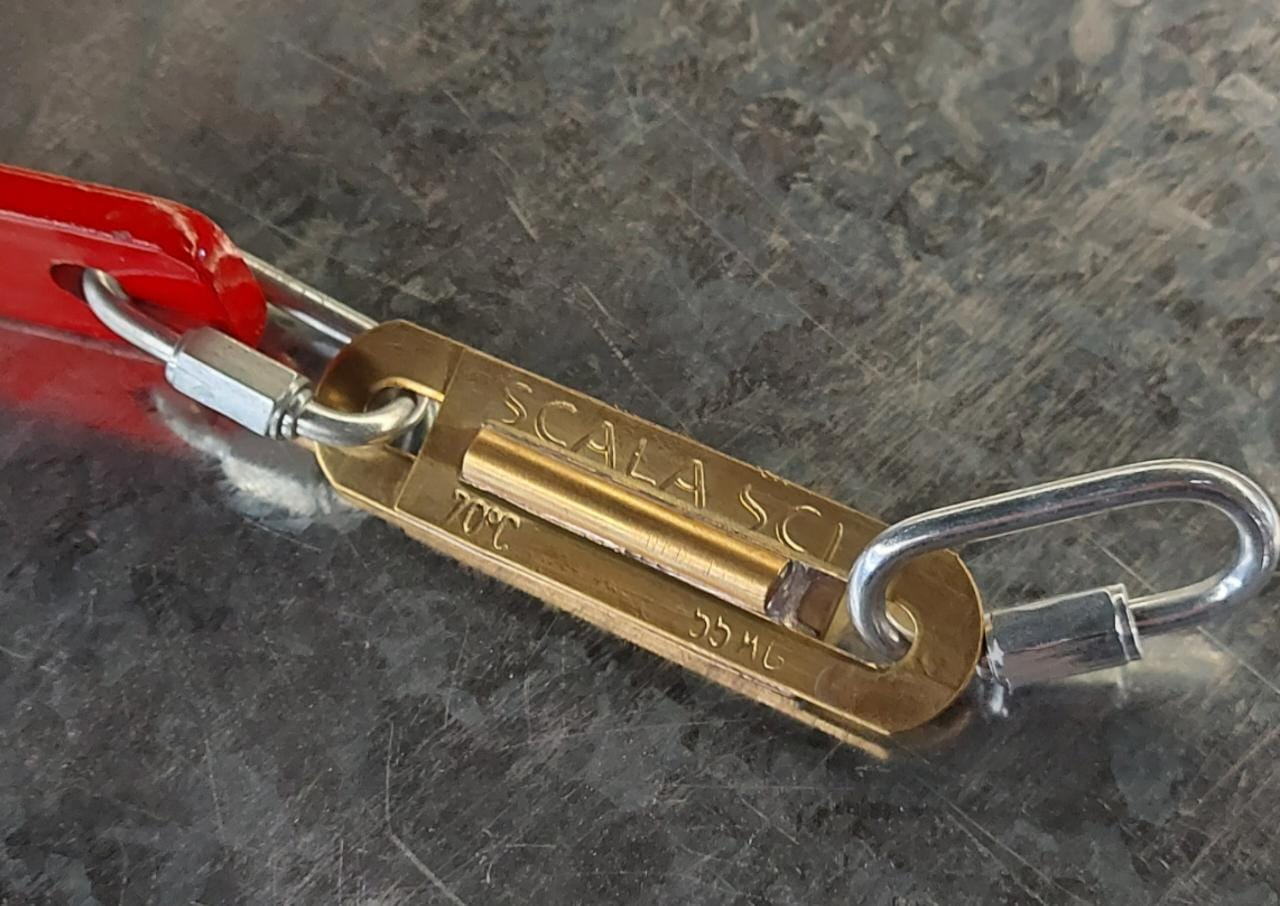
Fusível Térmico para portas resistentes ao fogo

A PCF é qualificada pela norma ABNT 11742 através do selo de certificação ABNT ou outro certificadora acreditada pelo INMETRO. Todas as portas comercializadas no Brasil devem passar por testes de conformidade, realizados no Instituto de Pesquisas Tecnológicas (IPT).
As portas se classificam como P-30, P-60, P-90 e P-120, de acordo com o tempo de duração (resistência) ao fogo em minutos. Para assegurar proteção, seus componentes como fechadura e dobradiça também devem estar de acordo com a norma ABNT 13768. A porta corta fogo também pode ser dotada de barra antipânico, conforme norma ABNT 11785.
Cada porta deve receber, no sentido rota de fuga, uma placa com os dizeres: PORTA CORTA FOGO - É OBRIGATÓRIO MANTER FECHADA. É proibido impedir o livre fechamento da porta corta fogo com qualquer tipo de objeto. É cabível multa no caso de irregularidades em inspeções prévias ou responsabilidade civil no caso de irregularidades constatadas durante um incêndio, com vítimas fatais ou não.                                                        
Outro tipo de porta corta fogo segue a norma ABNT NBR 11711, utilizada para separação de riscos em ambientes comerciais e industriais, e apresentam-se em tipos construtivos:  de correr, dobradiça, e guilhotina. 